# Glouscap
Glouscap est un héros légendaire et une divinité micmaque qui selon la légende serait venu de l’Ouest.

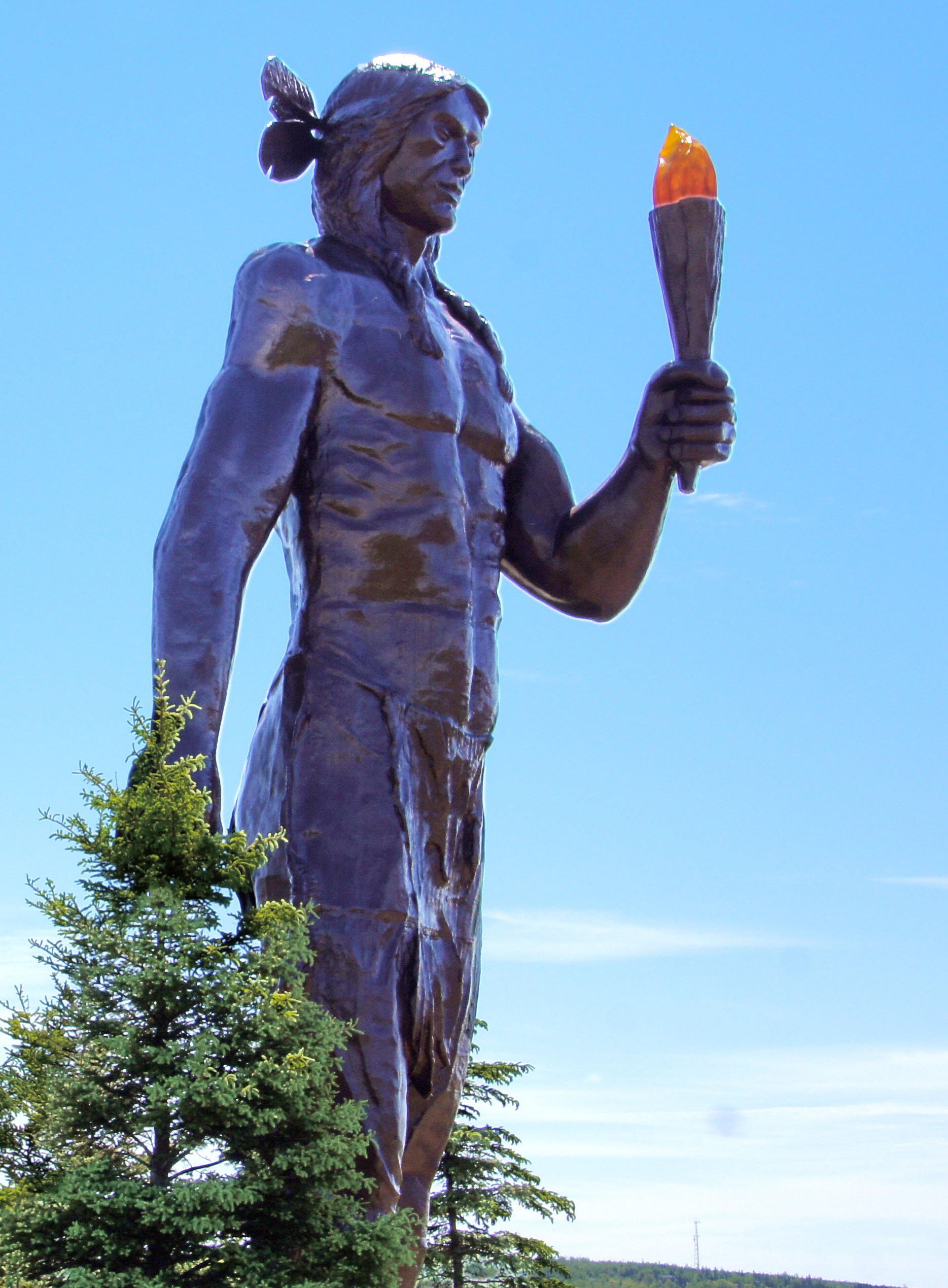

Il entre dans la catégorie des fripons, c’est-à-dire un personnage controversé, humoristique, tricheur et parfois sournois. Glouscap peut être considéré comme un menteur, car ses paroles sont contraires à ses actes. Il est soumis au Grand Lièvre, le créateur.
Les histoires ont été mises par écrit par Silas Tertius Rand (en) et reprises par Charles Godfrey Leland au 19e siècle,.

## Voir également
- Hiawatha (légende)